# Dolor di bambino
Dolor di bambino (Trouble) è un film muto del 1922 diretto da Albert Austin.
Il film fu ideato come veicolo per la giovane star, Jackie Coogan, di cui si voleva perpetuare il successo colto con Il monello di Charlie Chaplin (1921) e My Boy (1921). Ancora una volta Coogan interpreta il ruolo di un povero bambino orfano che alla fine trova felicità (questa volta, con una famiglia adottiva).

## Trama
Danny, un piccolo straccione orfano, viene adottato da un idraulico, un uomo brutale sposato con una povera donna debole e fragile. Il genitore adottivo si dimostra indifferente ai bisogni del ragazzo che, un giorno, per non dover patire la fame, sostituisce l'idraulico, accettando un lavoro al posto suo. Finisce, però, per provocare un disastro.
Qualche tempo dopo, Danny aiuta un poliziotto a cui salva la vita e che riesce a spedire in galera l'idraulico. Ora il piccolo può trovare la felicità con la madre adottiva che lo porta con sé nella fattoria dei suoi genitori.

## Produzione
Il film fu prodotto dalla Jackie Coogan Productions.

## Distribuzione
Il copyright del film, richiesto dalla Jackie Coogan Productions, fu registrato il 28 maggio 1922 con il numero LP18097.
Distribuito dall'Associated First National Pictures, il film - presentato da Sol Lesser - uscì nelle sale cinematografiche USA il 7 agosto 1922 dopo essere stato presentato in prima a New York e a Los Angeles intorno al 27 maggio 1922.
In Italia venne distribuito dalla Phocea nel maggio 1923.